# Provincia di Avalon
La provincia di Avalon era l'area intorno all'insediamento inglese di Ferryland (in quella che oggi è la provincia di Terranova e Labrador, in Canada) nel XVII secolo, che con il successo della colonia crebbe fino a includere la terra posseduta da sir William Vaughan e tutta la terra che si estendeva tra Ferryland e Petty Harbour.

## Storia
La penisola di Avalon è stata una delle prime aree del Nord America abitate da europei. Nel 1497 la Gilda dei mercanti di Bristol finanziò il viaggio di Giovanni Caboto a Terranova, che probabilmente sbarcò a Capo Bonavista. I pescatori bretoni, baschi e portoghesi ne parlavano come di "una terra di merluzzi". Conoscevano la penisola di Avalon, dove molti allestivano rifugi temporanei per essiccare il pesce.

### La Compagnia di Londra e Bristol
All'inizio del XVII secolo i mercanti inglesi iniziarono ad interessarsi alla pesca di Terranova. Nel 1608, la Società dei mercanti di Bristol fondò la Compagnia di Londra e Bristol (la Newfoundland Company) e inviò John Guy a individuare un luogo favorevole per una colonia. Il primo insediamento inglese permanente fu fondato a Cuper's Cove nel 1610.
Il 2 maggio 1610, il re Giacomo I concesse alla Società uno statuto che le conferiva il monopolio nell'agricoltura, nell'estrazione mineraria, nella pesca e nella caccia nella penisola di Avalon. La Società mantenne diritti esclusivi fino al 1616, quando la Corona iniziò a concedere terre anche ad altri soggetti.

### Lord Baltimore
George Calvert, 1º barone Baltimore, acquistò una vasta proprietà terriera sulla penisola e assunse un agente, il capitano Edward Wynne, per stabilire il quartier generale a Ferryland. La colonia iniziale crebbe fino a raggiungere una popolazione di 100 abitanti e diventò il primo insediamento permanente di successo sull'isola di Terranova. Nel 1620 Calvert ottenne una concessione da sir William Vaughan per tutta la terra che si trovava a nord di un punto tra Fermeuse e Aquaforte fino a Caplin Bay (ora Calvert) sulla costa meridionale della penisola di Avalon.
Nel 1623, Calvert ricevette una Carta reale che estendeva le terre reali e concedeva loro il nome di Provincia di Avalon "a imitazione della vecchia Avalon nel Somersetshire dove sorge Glassenbury, tra i primi frutti del cristianesimo in Britannia". La carta istituì la provincia come una contea palatina in cui Calvert ebbe autorità assoluta. Egli desiderava rendere la colonia un rifugio per i cattolici inglesi che rischiavano la persecuzione in Inghilterra. Nel 1625 Calvert fu elevato alla Parìa d'Irlanda come I Barone Baltimore.
Una serie di crisi e calamità indussero Calvert a lasciare la colonia nel 1629 per "qualche altro clima più caldo di questo nuovo mondo": si trasferì quindi nel Maryland, pur mantenendo agenti per governare Avalon fino al 1637, quando l'intera isola di Terranova fu concessa tramite statuto a sir David Kirke e al terzo marchese di Hamilton (che in seguito fu creato primo duca di Hamilton). Il figlio di Lord Baltimore, Cecilius Calvert, 2º barone Baltimore, combatté contro il nuovo statuto e nel 1660 ottenne il riconoscimento ufficiale del vecchio statuto di Avalon, ma non tentò mai di riconquistare la colonia.
Il sito della colonia fu designato sito storico nazionale nel 1953 e distretto del patrimonio municipale nel 1998.